# Stenium
A stenium (jelentése szűk vagy keskeny, az ógörög στενός (sztenósz) szóból) a Föld történetének egyik időszaka, a mezoproterozoikum idő harmadik és utolsó, a proterozoikum eon hetedik szakasa.
A Nemzetközi Rétegtani Bizottság 1990-ben meghozott határozata alapján a stenium 1200 millió évvel ezelőtt kezdődött és 1000 millió évvel ezelőtt fejeződött be. Időtartama abszolút kormeghatározással van kijelölve, nincs időrétegtanilag meghatározott pontosabb határa.

## Nevének eredete
A stenium neve az időszak során kialakult számos keskeny polimetamorf hegyvonulatra utal. 

## Élővilág
Fosszíliák azt mutatják, hogy 1200 millió évvel ezelőtt a szárazföldön eukarióta gombák és más mikroorganizmusok is élhettek. Igen gyakoriak voltak a sztromatolitok. A már korábban megjelent egyszerű acritarchákat a stenium során sokkal összetettebb életformák váltották, amelyek a szárazföldre is átterjedtek.

## Földrajza
A Rodinia szuperkontinens a stenium időszak alatt jött létre (pontosabban 1300–900 millió évvel ezelőtt) az akkor létező minden vagy csaknem minden ősföld összeolvadásával és összeütközésével.